# Ventsislav Bonev
Ventsislav Bonev (tiếng Bulgaria: Венцислав Бонев; sinh 8 tháng 5 năm 1980 ở Sofia) là một cầu thủ bóng đá Bulgaria thi đấu ở vị trí hậu vệ cho Vitosha Bistritsa.
Anh từng thi đấu cho Lokomotiv Sofia, Minyor Pernik, Marek Dupnitsa, Naftex Burgas. Bonev ký hợp đồng với Chernomorets Burgas vào tháng 1 năm 2009. Đến cuối mùa giải 2008-09 anh thi đấu 7 trận cho câu lạc bộ. Ngày 20 tháng 1 năm 2012, anh được bán cho Botev Plovdiv, nhưng sau đó bị giải phóng vào tháng 6.